# 西平坡满族乡
西平坡满族乡是中华人民共和国辽宁省葫芦岛市绥中县下辖的一个民族乡。

## 行政区划
西平坡满族乡下辖以下村级行政区划单位：
西平坡村、东平坡村、黑水汀村、七里沟村、大路沟村、康家壕村、南平坡村、沙金沟村、土头山村和白杨沟村。